# Rendez-vous in Wien
Rendez-vous in Wien (Originaltitel: Reunion in Vienna) ist eine US-amerikanische Filmkomödie aus dem Jahr 1933 von Sidney Franklin. Das Drehbuch basiert auf einem Theaterstück des späteren Pulitzer-Preisträgers Robert E. Sherwood. Der Film zählt zu den sogenannten Pre-Code-Filmen, die in der Zeit vor dem Hays Code, den Zensur- und Produktionsrichtlinien für US-Filme, produziert wurden. Der Film wurde am 2. Mai 1933 uraufgeführt. In Deutschland erschien der Film erstmals am 17. April 1991 in einer Fernsehausstrahlung des Senders RTL plus.

## Handlung
Elena Krug, die Ehefrau des bekannten Wiener Psychiaters Dr. Anton Krug, verbringt einen Nachmittag in den Parkanlagen des Schlosses Schönbrunn. Sie ergeht sich in Erinnerungen an eine Romanze mit Rudolf Maximilian, dem habsburgischen Erzherzog. Als sie wieder zu Hause ist, erfährt sie, dass Rudolf, der ins Exil gehen musste, nach Österreich kommt, um an den Feiern zum 100. Geburtstag des Kaisers teilzunehmen. Elena hat mit den alten Tagen abgeschlossen und hält zu ihrem Mann, der den Herrschaftsanspruch der Habsburger mit einer veröffentlichten Rede in Frage stellt. Um ihr zu helfen, mit der Vergangenheit abzuschließen, fordert Anton sie auf, die Feier zu besuchen.
Rudolf, der in Paris als Taxifahrer gearbeitet hat, schleicht sich verkleidet in das Hotel Lucher, wo eine Feier zum 100-jährigen Jubiläum stattfinden soll. Er fragt die Besitzerin, Frau Luchre, nach Elena aus. Frau Lucher versucht, Rudolf abzuwimmeln, doch Elena erscheint im Hotel, ohne dass sie gewarnt werden konnte. Rudolf versucht vergeblich ihr näherzukommen. Elena erklärt ihm, dass sie ihren Mann liebe. Rudolf lässt sich jedoch nicht abschrecken und steckt Elenas Ehering ein. Er bemüht sich, Elena dazu zu bewegen, mit ihm die Nacht zu verbringen. Doch Elena kann sich aus Rudolfs Armen befreien und das Hotel verlassen. Rudolf folgt ihr nach Hause und kann der nach ihm suchenden Polizei ausweichen.
Anton, ansonsten unerschütterlich, kann das anmaßende Verhalten Rudolfs nicht mehr ertragen und fordert ihn zu einem Faustkampf. Doch bevor es zum Kampf kommt, erkennt Anton voller Schrecken, dass Rudolf ihn durch sein provozierendes Verhalten in eifersüchtige Wut gebracht hat. Rudolf bemerkt, dass die Polizei das Haus des Psychiaters erreicht hat. Elena drängt dazu, dass Anton mit der Polizei spricht und Rudolf sich versteckt. Anton erklärt seiner Frau, dass er mit dem Polizeichef sprechen muss. Rudolfs Ehrgefühl hindert ihn nun daran, die Frau seines Beschützers weiter verführen zu wollen. Elena macht Rudolf klar, dass seine Zeit als privilegierter Spitzbube gezählt ist.
Am nächsten Morgen unterhält sich Rudolf mit Elena und ihrem Schwiegervater. Anton hat erreicht, dass Rudolf sicher zur Grenze reisen kann. Rudolf lässt, von den anderen unbemerkt, Elenas Ehering in Antons Hand gleiten und sagt Lebewohl.

## Hintergrund
Für die Filmbauten der MGM-Produktion sorgten die vielfach oscarprämierten Szenenbildner Cedric Gibbons und Edwin B. Willis. Für den Ton war Douglas Shearer verantwortlich.
Für Henry Travers, der den Schwiegervater von Elena spielt, war der Film sein Leinwanddebüt.

## Kritiken
Das Lexikon des internationalen Films beschreibt den Film als „weitgehend unterhaltsame, wenn auch etwas angestaubte Filmkomödie mit soliden Leistungen der Darsteller.“ Mordaunt Hall von der New York Times meinte, Sidney Franklin habe einen „wunderbar gefertigten Film“ gemacht, dessen Tempo genau berechnet sei.

## Auszeichnungen
Bei der Oscarverleihung 1934 war George J. Folsey für den Oscar in der Kategorie Beste Kamera nominiert.

## Synchronisation
Eine deutsche Synchronfassung entstand 1990 durch die Magma Synchron GmbH, Berlin, für das Fernsehen. Für Dialogbuch und -regie war Clemens Frohmann zuständig.
| Rolle                | Darsteller        | Synchronsprecher             |
| -------------------- | ----------------- | ---------------------------- |
| Rudolf von Habsburg  | John Barrymore    | Uwe Friedrichsen             |
| Elena Krug           | Diana Wynyard     | Monika Gabriel               |
| Dr. Anton Krug       | Frank Morgan      | Wolfgang Völz                |
| Schwiegervater       | Henry Travers     | Harald Halgardt              |
| Frau Lucher          | May Robson        | Tilly Lauenstein             |
| Ilsa Hinrich         | Una Merkel        | Ulrike Möckel                |
| Pofferoff            | Eduardo Ciannelli | Lothar Blumhagen             |
| Dienstmädchen Kathie | Bodil Rosing      | Christel Merian              |
| Herzogin Von Stainz  | Nella Walker      | Marianne Christina Schilling |
| Herzog Von Stainz    | Herbert Evans     | Wolfram Schaerf              |